# Werner Schwärzel
Werner Schwärzel (Lahr, 6 september 1948) is een Duits voormalig motorcoureur. Zijn beste resultaat haalde hij in het seizoen 1982, toen hij met bakkenist Andreas Huber wereldkampioen in de zijspanrace werd.

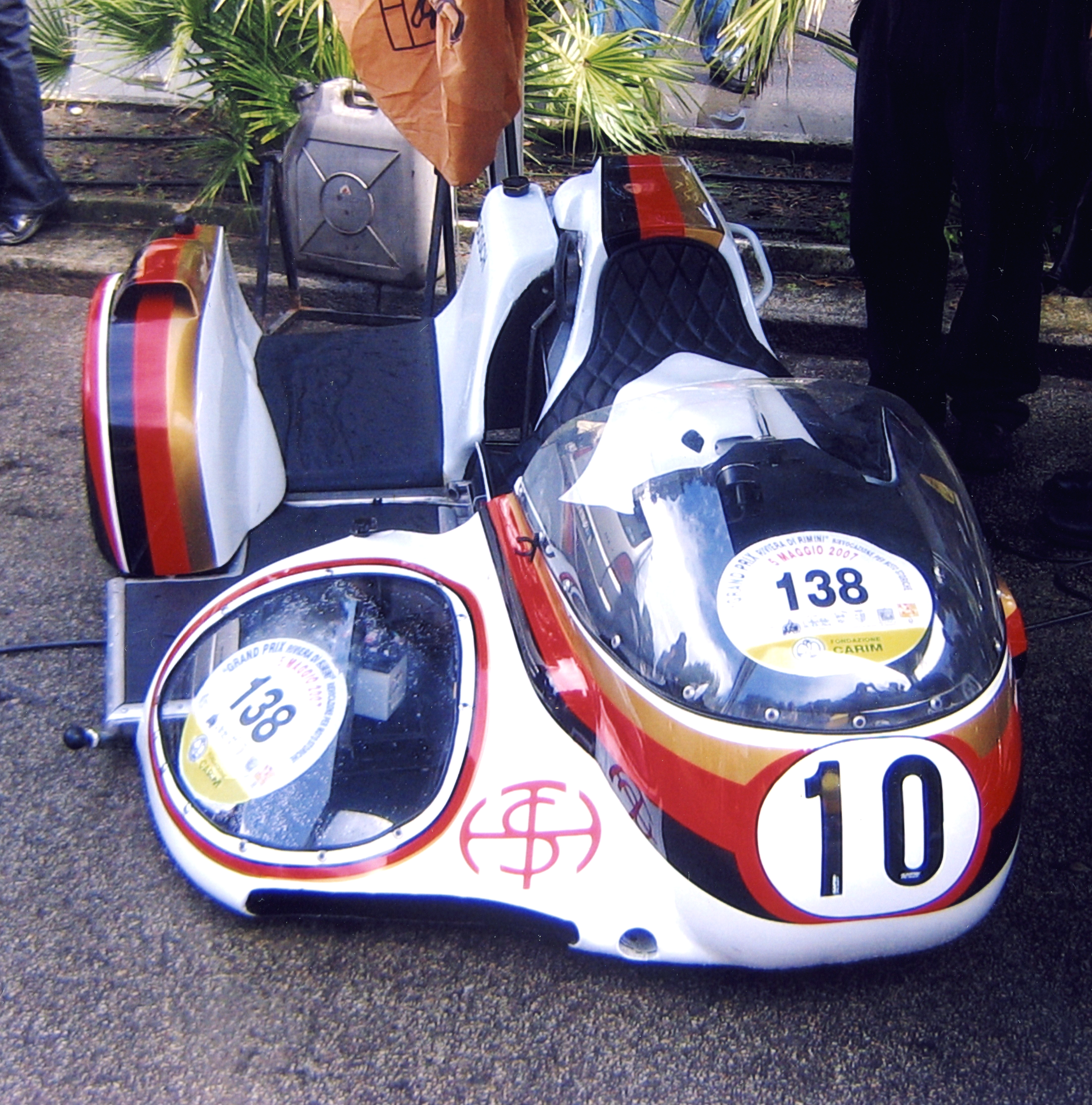
König-zijspancombinatie van Werner Schwärzel

Tussen de seizoenen 1973 en 1985 werd hij met de bakkenisten Karl-Heinz Kleis, Andreas Huber en Fritz Buck zes maal tweede in het wereldkampioenschap zijspanrace en tien keer Duits kampioen zijspanrace.
Werner Schwärzel werd in Lahr geboren als zoon van Wilhelm en Elsa Schwärzel uit Kürzell (Meißenheim). Van 1963 tot 1965 werkte hij als leerling-landbouwmachinemonteur bij de firma Böttler, waar hij tot 1972 in dienst bleef. In die tijd ontwikkelde zich zijn liefde voor de motorsport. In zijn vrije tijd reed hij met acht vrienden al wedstrijdjes met een Hercules-bromfiets. Ze sleutelden zelf aan hun bromfietsen en deden zo kennis van de techniek op. Bij deze groep was ook zijn toekomstige bakkenist Karl-Heinz Kleis. In 1970 bouwden Schwärzel en Kleis hun eigen wegrace-zijspancombinatie.

## Carrière

### Met Karl-Heinz Kleis
Hun eerste wedstrijd was een heuvelklim in Beieren, waarin ze als achtste eindigden. Ze gingen nu regelmatig aan wedstrijden deelnemen maar moesten alles zelf bekostigen. Ze kregen wel technische hulp van Reinhard Roll, die verstand had van kunststoffen (voor de stroomlijnkuip) en technicus Heinrich Rennwald.
1973
Werner Schwärzel debuteerde met Karl-Heinz Kleis in het seizoen 1973 in het wereldkampioenschap wegrace. In dat seizoen scoorde hij meteen al genoeg punten om tweede in het wereldkampioenschap te worden. Ze werden in dat jaar ook zijspankampioen van Duitsland.
1974
In het seizoen 1974 scoorden ze al drie overwinningen in het wereldkampioenschap, maar ze moesten de wereldtitel met slechts twee punten verschil aan zesvoudig wereldkampioen Klaus Enders laten. Wel werden ze opnieuw kampioen van Duitsland. Dit was voorlopig het laatste jaar dat de viertaktmotoren de zijspanklasse overheersten (Enders gebruikte een BMW RS 54-boxermotor). Werner Schwärzel was tijdens de GP van Duitsland de eerste coureur die een tweetaktmotor naar de overwinning in de zijspanklasse reed.

### Met Andreas Huber
1975
In het seizoen 1975 was Klaus Enders gestopt, maar in Rolf Steinhausen kreeg Werner Schwärzel een nieuwe concurrent. Steinhausen won drie GP's, Schwärzel met zijn nieuwe bakkenist Andreas Huber uit Oberkirch twee, maar hij viel ook twee keer uit waardoor de wereldtitel al in de voorlaatste Grand Prix beslist was.
1976
De openingsrace van seizoen 1976 was eigenlijk illustratief voor de kwaliteiten van Werner Schwärzel, want het was de enige WK-race uit zijn carrière waarin hij buiten de punten geklasseerd werd. Áls hij de finish haalde, scoorde hij altijd punten, maar in de GP van Frankrijk brak zijn ketting pas in de laatste ronde, waardoor hij als elfde in de einduitslag kwam te staan. Hij won de GP van Duitsland op de Nordschleife met bijna twee minuten voorsprong op Steinhausen, maar werd opnieuw tweede in het wereldkampioenschap. In dit jaar was de König-motor aan het eind van zijn krachten gekomen en Schwärzel was de eerste plaats tot twee keer toe verloren door een slecht lopende motor.
1977
In het seizoen 1977 startte hij dan ook met een ARO-Fath, een door Helmut Fath gebouwde viercilinder tweetaktboxer met financiële steun van tapijtfabrikant Armand ROth. De machine was weliswaar snel, maar haalde tot drie keer toe de finish niet. Schwärzel/Huber wonnen wel twee GP's maar moesten in de einduitslag twee Yamaha-combinaties (George O'Dell en Rolf Biland) voor laten.
1978
Aan het begin van het seizoen 1978 kregen Werner Schwärzel, Göte Brodin en Mac Hobson een uitnodiging van de Zwitsers Beat Schmid en Guido Sieber om hun nieuwe Beo Imagine 77 A-zijspancombinatie te bekijken. Ze zagen er niets in en uiteindelijk ging de machine naar Rolf Biland. Schwärzel hield vast aan de ARO-Fath, maar bij zijn eerste resultaat, zesde in de GP van Frankrijk, had Biland hem met de spectaculaire maar ook controversiële Beo al op een ronde achterstand gereden. Pas toen Biland tijdens de TT van Assen en de Duitse Grand Prix uitviel kon Schwärzel overwinningen boeken, maar de Yamaha-motoren hadden inmiddels de overhand en behalve Rolf Biland eindigden ook Alain Michel en Bruno Holzer vóór Schwärzel in de eindstand van het wereldkampioenschap.
1979
In het seizoen 1979 reden de zijspannen in twee klassen: B2A, de meer conventionele zijspannen en B2B, de op de Beo geïnspireerde combinaties met moderne techniek. Werner Schwärzel reed in de B2A-klasse, maar had zijn (nog steeds zelfgebouwde) chassis nu ook van een Yamaha-motor voorzien. Zijn beste resultaat was de tweede plaats in de GP van Zweden en hij eindigde als zesde in het wereldkampioenschap, het slechtste resultaat uit zijn hele carrière.
1980
Kofferfabrikant Mike Krauser had in 1979 al drie zijspancombinaties gesponsord (Göte Brodin/Billy Gällros, Hermann Huber/Bernhard Schappacher en Otto Haller/Rainer Gundel), maar in het seizoen 1980 bestond het Krauser-team uit Rolf Biland/Kurt Waltisperg, Werner Schwärzel/Andreas Huber en Hermann Huber/Rainer Gundel en in de 250- en de 350cc-klasse Toni Mang. Alle Krauser-zijspanteams reden een LCR-Yamaha. Er was nu weer gewoon één zijspanklasse. Schwärzel sloot het seizoen af op de vijfde plaats.
1981
In het seizoen 1981 bleef Werner Schwärzel met Krauser-sponsoring rijden, maar hij schafte een chassis van Seymaz aan. Inderdaad waren de LCR-combinaties niet meer zo oppermachtig. Die van Rolf Biland wel, maar die week in elk geval qua stroomlijnkuip sterk af van de standaard-machines. Hij werd wereldkampioen, maar op de tweede plaats eindigde de Seymaz van Alain Michel, op de derde plaats Jock Taylor met een Windle, op de vierde plaats Derek Jones met de in kleine serie geproduceerde combinatie van Trevor Ireson en Werner Schwärzel/Andy Huber konden niet echt een vuist maken en werden slechts vijfde.
1982, Wereldkampioen, geen wereldkampioen, toch wereldkampioen
Vanaf het seizoen 1982 tunede Werner Schwärzel zijn Seymaz-Yamaha vooral op betrouwbaarheid. Hij zou in de komende drie jaren dan ook slechts één keer uitvallen, in de Duitse GP van 1983. In 1982 wees alles erop dat Rolf Biland niet te verslaan was. De drie Krauser-combinaties (Biland/Waltisperg, Michel/Burkhardt en Schwärzel/Huber) finishten de eerste twee GP's in deze volgorde. Biland was echter overmoedig: nadat hij in Oostenrijk met bijna een minuut verschil had gewonnen zette hij in Assen met 58 seconden voorsprong zijn combinatie voor de finish stil om ze vervolgens over de streep te duwen en alsnog 20 seconden voorsprong te behouden. Een vernedering die door zijn concurrenten niet op prijs werd gesteld. Ook in België won Biland, maar hij haalde zich nog meer woede op de hals door de pit in te rijden, een praatje met zijn monteurs te maken, de baan weer op te gaan, vier combinaties te passeren en alsnog te winnen. Alain Michel viel hier uit toen een steen een gat in zijn radiateur sloeg. In Groot-Brittannië gingen vervolgens de beide snelle machines van Biland en Michel stuk, maar Schwärzel profiteerde niet optimaal: hij werd slechts tweede achter Egbert Streuer/Bernard Schnieders. In Zweden won Biland weer voor Schwärzel, maar Michel verspeelde opnieuw punten door een defecte ontsteking.
Grand Prix van Finland 1982
De Finse Grand Prix speelde een sleutelrol in het seizoen, feitelijk door de zeer slechte organisatie. Het regende tijdens deze GP zeer hard, waardoor er ook in de soloklassen nauwelijks gereden kon worden. Door de problemen die de solorijders ondervonden was het duidelijk dat de zijspancombinaties met hun brede banden veel problemen door aquaplaning zouden krijgen en Rolf Biland stelde voor niet te starten. Werner Schwärzel en Egbert Streuer waren het daarmee eens, maar o.a. Alain Michel en Jock Taylor wilden rijden. Dat dwong ook de anderen te rijden. Rolf Biland/Kurt Waltisperg reden aan de leiding voor Alain Michel/Michael Burkhardt, Werner Schwärzel/Andreas Huber en Jock Taylor/Benga Johansson. In de vierde ronde reed Taylor op het rechte stuk voor de pit aan de rechterkant van de weg, toen het zijspanwiel werd gegrepen door een waterplas, ontstaan door spoorvorming. De combinatie tolde in het rond en vouwde zich rond een onbeschermde houten lichtmast. Johansson werd uit het zijspan geslingerd en kwam met de schrik vrij, maar Taylor zat bekneld in zijn combinatie. Een aantal brandweermensen schoot te hulp om Taylor uit zijn zijspancombinatie te zagen en baanposten vroegen de organisatie de race te staken, maar dat werd geweigerd. Volgens Egbert Streuer (na de race) werden ook de gele vlaggen niet gerespecteerd en werd hij terwijl die vlaggen werden gezwaaid op volle snelheid gepasseerd door Pentti Niininvara, Jean-François Monnin en Patrick Thomas. In de zesde ronde verloor ook Niinivara de controle en hij botste op de machine van Taylor, die nog steeds niet bevrijd was. Hierbij brak een brandweerman een been, net als Niinivara's passagier Vesa Bienek en werden vier hulpverleners lichtgewond. Een ronde later werd de race eindelijk stilgelegd. Bienek ging naar een ziekenhuis in Imatra, maar Jock Taylor werd naar een speciaal ziekenhuis in Lappeenranta gebracht, waar hij aan interne bloedingen overleed. Er werd wel vastgesteld dat de botsing van Niinivara geen invloed had gehad op de dood van Jock Taylor. De organisatie durfde het ondanks alles aan om de rijders te vragen de race te herstarten, omdat er niet voldoende ronden waren voltooid om de race te laten tellen voor het wereldkampioenschap, maar daar was niemand meer toe bereid. Men verliet Finland dus zonder punten en dat was opnieuw een blunder van de Finse jury en de FIM.
De (foutieve) top vijf in de WK-stand was op dat moment als volgt:
| Pos. | Coureur          | Bakkenist          | Motorfiets            | Ptn. |
| ---- | ---------------- | ------------------ | --------------------- | ---- |
| 1    | Rolf Biland      | Kurt Waltisperg    | Krauser-LCR-Yamaha    | 60   |
| 2    | Werner Schwärzel | Andreas Huber      | Krauser-Seymaz-Yamaha | 52   |
| 3    | Egbert Streuer   | Bernard Schnieders | LCR-Yamaha            | 33   |
| 3    | Jock Taylor (†)  | Benga Johansson    | Fowler-Windle-Yamaha  | 33   |
| 5    | Alain Michel     | Michael Burkhardt  | Krauser-Seymaz-Yamaha | 24   |
Zo ging het seizoen verder met een verkeerd beeld van de tussenstand. In Tsjecho-Slowakije reed Rolf Biland weer aan de leiding toen zijn vijfde motorblok stuk ging. Het werd nu duidelijk dat Biland te veel op snelheid getuned had waardoor de betrouwbaarheid minder werd. Michel maakte iets van zijn achterstand op Schwärzel goed door te winnen, maar omdat Schwärzel tweede werd hielp het hem niet veel. De strijd om de wereldtitel ging tussen Werner Schwärzel/Andy Huber en Rolf Biland/Kurt Waltisperg.
De (foutieve) top vijf in de WK-stand was op dat moment als volgt:
| Pos. | Coureur          | Bakkenist          | Motorfiets            | Ptn. |
| ---- | ---------------- | ------------------ | --------------------- | ---- |
| 1    | Werner Schwärzel | Andreas Huber      | Krauser-Seymaz-Yamaha | 64   |
| 2    | Rolf Biland      | Kurt Waltisperg    | Krauser-LCR-Yamaha    | 60   |
| 3    | Alain Michel     | Michael Burkhardt  | Krauser-Seymaz-Yamaha | 39   |
| 4    | Egbert Streuer   | Bernard Schnieders | LCR-Yamaha            | 33   |
| 4    | Jock Taylor (†)  | Benga Johansson    | Fowler-Windle-Yamaha  | 33   |
In Mugello kreeg Rolf Biland een ongeluk tijdens de training. Hij brak een sleutelbeen, waardoor hij zich niet kon kwalificeren voor de race. Nu was zelfs bakkenist Kurt Waltisperg kwaad, want volgens hem had Biland in zijn overmoed een beginnersfout gemaakt. Biland was nu afhankelijk geworden van Werner Schwärzel, die aan een tweede plaats genoeg had om wereldkampioen te worden. Dat lukte, Werner Schwärzel finishte achter Alain Michel en vierde de wereldtitel, zonder één Grand Prix te winnen, zonder een poleposition te scoren en zelfs zonder een keer de snelste ronde te rijden. Hij behaalde de titel door in elke race punten te scoren en geen enkele keer uit te vallen. Met nog slechts één race te gaan had hij zestien punten voorsprong op Biland en dat was niet meer in te halen.
De (foutieve) top twee WK-tussenstand zijspanklasse
| Pos. | Coureur                           | Bakkenist                      | Motorfiets            | Ptn. |
| ---- | --------------------------------- | ------------------------------ | --------------------- | ---- |
| 1    | Werner Schwärzel (Wereldkampioen) | Andreas Huber (Wereldkampioen) | Krauser-Seymaz-Yamaha | 76   |
| 2    | Rolf Biland                       | Kurt Waltisperg                | Krauser-LCR-Yamaha    | 60   |
Pas een week na deze race realiseerde de FIM zich dat men in Finland een enorme blunder had begaan. Artikel 0748 van het FIM-reglement schreef namelijk voor dat, wanneer een race langer dan twee ronden maar minder dan 75% van de geplande afstand had geduurd, men halve punten moest toekennen. Daardoor werd de uitslag pas begin september aangepast, op het moment dan Werner Schwärzel en Andreas Huber hun kampioenschap al gevierd hadden.
Zo was de gecorrigeerde stand van Schwärzel en Biland na de GP van San Marino als volgt:
| Pos. | Coureur                                | Bakkenist                           | Motorfiets            | Ptn. |
| ---- | -------------------------------------- | ----------------------------------- | --------------------- | ---- |
| 1    | Werner Schwärzel (Géén wereldkampioen) | Andreas Huber (Géén wereldkampioen) | Krauser-Seymaz-Yamaha | 81   |
| 2    | Rolf Biland                            | Kurt Waltisperg                     | Krauser-LCR-Yamaha    | 67,5 |
Een verschil van 13½ punt dat Biland nog kon goedmaken, maar dan moest hij de laatste race winnen en mocht Schwärzel niet meer dan één punt (tiende plaats) scoren. Zo werd het voor Werner Schwärzel en Andreas Huber zaak om in de laatste Grand Prix in Duitsland bij de eerste negen te eindigen. Dat deden ze ook. Ze reden tamelijk ontspannen naar de zesde plaats en de overwinning van Biland/Waltisperg kon hen niet van de wereldtitel afhouden.
Top tien eindstand zijspanklasse 1982
| Pos. | Coureur                           | Bakkenist                                                             | Merk                  | Ptn. |
| ---- | --------------------------------- | --------------------------------------------------------------------- | --------------------- | ---- |
| 1    | Werner Schwärzel (Wereldkampioen) | Andreas Huber (Wereldkampioen)                                        | Krauser-Seymaz-Yamaha | 86   |
| 2    | Rolf Biland                       | Kurt Waltisperg                                                       | Krauser-LCR-Yamaha    | 82,5 |
| 3    | Alain Michel                      | Michael Burkhardt                                                     | Krauser-Seymaz-Yamaha | 68   |
| 4    | Egbert Streuer                    | Bernard Schnieders                                                    | LCR-Yamaha            | 47,5 |
| 5    | Jock Taylor (†)                   | Benga Johansson                                                       | Fowler-Windle-Yamaha  | 33   |
| 6    | Derek Jones                       | Brian Ayres                                                           | LCR-Yamaha            | 29   |
| 7    | Patrick Thomas                    | Jean-Marc Fresc, Horst Juhant en Helmut Schilling en Philippe Greffet | Seymaz-Yamaha         | 28   |
| 8    | Masato Kumano                     | Kunio Takeshima                                                       | LCR-Yamaha            | 23   |
| 9    | Rolf Steinhausen                  | Hermann Hahn                                                          | Busch-Yamaha          | 20   |
| 10   | Trevor Ireson                     | Donnie Williams                                                       | Ireson-Yamaha         | 20   |
1983
In het seizoen 1983 won Rolf Biland zes van de acht GP's waardoor Werner Schwärzel zich moest beperken tot de strijd om de tweede plaats met Egbert Streuer. Al vroeg in het seizoen moest hij echter vaststellen dat het Seymaz-chassis niet opgewassen was tegen de LCR's. Schwärzel/Huber stonden bij de meeste GP's wel op het podium, maar finishten meestal op grote achterstand op Biland/Waltisperg en moesten ook Streuer/Schnieders voor laten in de eindstand.
1984
In het seizoen 1984 gebruikte Schwärzel ook een LCR-chassis en opnieuw tunede hij zijn Yamaha-motor meer op betrouwbaarheid dan op snelheid. Gebrek aan betrouwbaarheid was al vaker de Achilleshiel van Biland gebleken. Met slechts zeven races op het programma kon niemand zich een non-finish permitteren en Biland viel al in de eerste GP uit. Die werd echter gewonnen door Streuer/Schnieders vóór Schwärzel/Huber. Toen Biland ook in de tweede race uitviel was zijn seizoen verloren, maar Streuer won opnieuw en Schwärzel werd slechts vierde. Streuer was nu een geduchte concurrent geworden, want zijn machine was zowel snel (bijna net zo snel als die van Biland) als betrouwbaar. In de derde en de vierde GP won Biland weer, zelfs met grote voorsprong, maar Schwärzel liep weer achterstand op Streuer op. Wel viel Alain Michel uit, en ook hij was tot dat moment een concurrent voor de wereldtitel geweest. In de Belgische GP viel Egbert Streuer uit, maar zijn voorsprong in het wereldkampioenschap was groot genoeg om aan de leiding te blijven, temeer omdat Schwärzel slechts tweede werd. De achterstand slonk wel tot slechts twee punten. In de Britse GP bouwde Streuer zijn voorsprong weer uit tot zeven punten, waardoor hij in de Zweedse GP aan een vierde plaats genoeg had om wereldkampioen te worden. Als Schwärzel zou winnen, maar dat was in 1978 voor het laatste gebeurd. Streuer/Schnieders stuurden rustig naar de vierde plaats in de race, die door Rolf Biland werd gewonnen en Werner Schwärzel/Andreas Huber eindigden als tweede in de eindstand.

### Met Fritz Buck
1985
In de winter besloot bakkenist Andreas Huber te stoppen en Fritz Buck stapte in zijn plaats in het zijspan van Werner Schwärzel, die nu ook veel meer snelheid uit de Yamaha-motor wist te halen. Het seizoen begon goed met de snelste trainingstijd en de overwinning in de Duitse Grand Prix, die hij vooral dankte aan zijn betere bandenkeuze. Hoewel Schwärzel slechts tweede werd in de GP van Oostenrijk behield hij de leiding in het kampioenschap. Ook in Assen bleef Schwärzel aan de leiding, maar zijn voorsprong slonk tot slechts één punt op Rolf Biland. Na de Belgische Grand Prix nam Biland de leiding over, maar de race werd gewonnen door Streuer/Schnieders. Na de Franse GP veranderde het klassement. Biland viel uit en zakte naar de derde plaats, maar Streuer won opnieuw en stond nu nog slechts drie punten achter de leider Werner Schwärzel. Omdat de zijspanrace van de GP van Groot-Brittannië door slecht weer niet doorging gingen Werner Schwärzel en Andreas Huber als leiders in het kampioenschap naar de Zweedse Grand Prix. Om de titel te behouden mocht Egbert Streuer niet winnen, want dan zouden ze gelijk staan in punten en werd Streuer dankzij zijn drie overwinning toch kampioen. Dat Rolf Biland de snelste trainingstijd had kwam Schwärzel wel goed uit, want hij zou Streuer van de overwinning af kunnen houden. Dat gebeurde echter niet. Biland startte slecht en viel uiteindelijk zelfs uit. Streuer liep bijna negen seconden uit op Schwärzel en won de race én de wereldtitel. Schwärzel werd voor de zesde keer in zijn carrière tweede in de eindstand.
Hierna besloot ook Werner Schwärzel, inmiddels 37 jaar oud, te stoppen met racen. Hij had zijn eigen werkplaats in Meißenheim en tunede nog steeds racemotoren, maar nu voor anderen, waaronder de motorcrosser Pit Beirer.

## Wereldkampioenschap wegrace resultaten
(Races in vet zijn pole-positions; races in cursief geven de snelste ronde aan. Punten tussen haakjes zijn inclusief streepresultaten)
| Jaar | Klasse      | Bakkenist        | Team    | Chassis  | Motor    | 1      | 2     | 3       | 4            | 5            | 6          | 7       | 8       | 9     | 10           | 11    | 12      | 13    | 14    | Punten  | Plaats | Overwinningen |
| ---- | ----------- | ---------------- | ------- | -------- | -------- | ------ | ----- | ------- | ------------ | ------------ | ---------- | ------- | ------- | ----- | ------------ | ----- | ------- | ----- | ----- | ------- | ------ | ------------- |
| 1973 | Zijspan     | Karl-Heinz Kleis | Privé   | Zelfbouw | König    | FRA 3  | OOS 5 | DUI 2   | NAT afgelast | IOM boycot   |            | NED 3   | BEL DNF | TSL 3 |              | FIN - |         |       |       | 48      | 2e     | 0             |
| 1974 | Zijspan     | Karl-Heinz Kleis | Privé   | Zelfbouw | König    | FRA 2  | DUI 1 | OOS 1   | NAT DNF      | IOM boycot   | NED 3      | BEL 3   |         |       | TSL 1        |       |         |       |       | 64 (70) | 2e     | 3             |
| 1975 | Zijspan     | Andreas Huber    | Privé   | Zelfbouw | König    | FRA 2  |       | OOS DNF | DUI 2        | NAT afgelast | IOM boycot | NED 1   | BEL DNF |       |              | TSL 1 |         |       |       | 54      | 2e     | 2             |
| 1976 | Zijspan     | Andreas Huber    | Privé   | Zelfbouw | König    | FRA 11 | OOS 2 |         |              | IOM boycot   | NED 4      | BEL 2   |         |       | TSL 2        | DUI 1 |         |       |       | 51 (59) | 2e     | 1             |
| 1977 | Zijspan     | Andreas Huber    | Privé   | Zelfbouw | ARO-Fath |        | OOS 5 | DUI DNF |              |              | FRA DNF    |         | NED 3   | BEL 1 |              |       | TSL DNF | GBR 1 |       | 46      | 3e     | 2             |
| 1978 | Zijspan     | Andreas Huber    | Privé   | Zelfbouw | ARO-Fath |        |       | OOS DNF | FRA 6        | NAT 2        | NED 1      | BEL DNF |         |       | GBR DNF      | DUI 1 | TSL DNF |       |       | 47      | 4e     | 2             |
| 1979 | Zijspan B2A | Andreas Huber    | Privé   | Zelfbouw | Yamaha   |        | OOS 6 | DUI 7   |              |              |            | NED DNF | BEL DNF | ZWE 2 |              | GBR 4 | TSL 3   |       |       | 39      | 6e     | 0             |
| 1980 | Zijspan     | Andreas Huber    | Krauser | LCR      | Yamaha   |        |       | FRA 3   | JOE 5        | NED 5        | BEL 5      | FIN 2   | GBR DNF | TSL 5 | DUI 9        |       |         |       |       | 48      | 5e     | 0             |
| 1981 | Zijspan     | Andreas Huber    | Krauser | Seymaz   | Yamaha   |        | OOS 4 | DUI 3   |              | FRA DNF      | SPA DNF    |         | NED DNF | BEL 6 |              | GBR 7 | FIN 3   | ZWE 5 | TSL 4 | 51      | 5e     | 0             |
| 1982 | Zijspan     | Andreas Huber    | Krauser | Seymaz   | Yamaha   |        | OOS 3 |         |              |              | NED 3      | BEL 4   |         | GBR 2 | ZWE 2        | FIN 3 | TSL 2   | SMR 2 | DUI 6 | 86      | 1e     | 0             |
| 1983 | Zijspan     | Andreas Huber    | Krauser | Seymaz   | Yamaha   |        | FRA 3 |         | DUI DNF      |              | OOS 2      |         | NED 2   | BEL 4 | GBR 6        | ZWE 3 | SMR 3   |       |       | 67      | 3e     | 0             |
| 1984 | Zijspan     | Andreas Huber    | Krauser | LCR      | Yamaha   |        |       |         | OOS 2        | DUI 4        | FRA 4      |         | NED 3   | BEL 2 | GBR 3        | ZWE 2 |         |       |       | 72      | 2e     | 0             |
| 1985 | Zijspan     | Fritz Buck       | Krauser | LCR      | Yamaha   |        |       | DUI 1   |              | OOS 2        |            | NED 3   | BEL 3   | FRA 2 | GBR afgelast | ZWE 2 |         |       |       | 73      | 2e     | 1             |